# ویلیام والدورف استور
ویلیام والدورف «ویلی» استور، اولین ویسکونت استور‏ (William Waldorf "Willy" Astor, 1st Viscount Astor) (زادهٔ ۳۱ مارس ۱۸۴۸ - درگذشتهٔ ۱۸ اکتبر ۱۹۱۹)، وکیل، سیاستمدار، تاجر (هتل‌ها و روزنامه‌ها) و نوع‌دوست آمریکایی-بریتانیایی بود. استور از فرزندان خانواده بسیار ثروتمند استور در شهر نیویورک بود. او در سال ۱۸۹۱ به بریتانیا نقل مکان کرد و در سال ۱۸۹۹ تابع بریتانیا شد. ویلیام به دلیل کمک‌هایش به سازمان‌های خیریه جنگ در سال ۱۹۱۶ به عنوان بارون استور و در سال ۱۹۱۷ به عنوان ویسکونت استور شناخته شد.

## اوایل زندگی و تحصیلات
ویلیام والدورف استور در شهر نیویورک متولد شد. او تنها فرزند جان جیکوب استور سوم (۱۸۲۲–۱۸۹۰)، کارشناس امور مالی و بشردوست و شارلوت آگوستا گیبس (۱۸۲۵–۱۸۸۷) بود. ویلیام در آلمان و ایتالیا زیر نظر معلمان خصوصی و یک خانم معلم تحصیل کرد.
در ابتدای جوانی، استور به ایالات متحده بازگشت و به مدرسه حقوق کلمبیا رفت و در سال ۱۸۷۵ با مدرک LL.B فارغ‌التحصیل شد. او در سال ۱۸۷۵ به هیئت وکلای ایالات متحده فراخوانده شد و برای مدت کوتاهی در وکالت و مدیریت املاک و مستغلات پدرش مشغول به کار شد.

## زندگی شخصی
استور در ۶ ژوئن ۱۸۷۸ با مری دالگرن پل (متولد ۱۸۵۸، درگذشتهٔ ۲۲ دسامبر ۱۸۹۴) ازدواج کرد. او در قبرستان کلیسای ترینیتی منهتن به خاک سپرده شد. آنها پنج فرزند داشتند.

## سیاست
پس از مدتی وکالت، استور فکر کرد که راه واقعی خود را یافته و با ورود به عرصه سیاسی فرصتی برای مطرح شدن، جز از طریق ثروت خانواده‌اش، پیدا کرده‌است. در سال ۱۸۷۷، با تمرکز بر کنگره ایالات متحده، استور به عنوان یک جمهوری‌خواه وارد سیاست شهر نیویورک شد.
او در سال ۱۸۷۸ به عنوان عضو مجمع ایالتی نیویورک (New York Co. , 11th D.) انتخاب شد و همچنین در سال‌های ۱۸۸۰ و ۱۸۸۱ به عنوان عضو مجلس سنای ایالت نیویورک (10th D.) تعیین گردید. احتمالاً استور از سوی رئیس دستگاه جمهوری‌خواه ایالت نیویورک، روسکو کانکلینگ که خانواده‌اش با او رفت و آمد داشتند، مورد حمایت قرار می‌گرفت.
در سال ۱۸۸۰، مجمع عمومی مریلند تصمیم گرفت که بین تاون در شهرستان چارلز مریلند را به افتخار او، «والدورف» نام‌گذاری کنند.
استور در سال ۱۸۸۱، به عنوان نامزد کنگره ایالات متحده از رازول پی. فلاور شکست خورد. تلاش دوم وی نیز منجر به شکست شد. او ذاتاً خجالتی بود و نمی‌توانست از پس حملات سیاسی برآید و این اتفاق پایان فعالیت سیاسی او بود. شکست‌های سیاسی او زمینه‌ساز انتقادات تند از سوی مطبوعات شد.
در سال ۱۸۸۲، رئیس‌جمهور چستر آلن آرتور، استور را به عنوان وزیر ایتالیا منصوب کرد و وی تا سال ۱۸۸۵ در این منصب ماند. آرتور به استور گفت: «برو و از زندگی لذت ببر، پسر عزیزم.» زمانی که استور در رم زندگی می‌کرد، به هنر و مجسمه‌سازی برای همه عمرش علاقه‌مند شد.

## نقل‌مکان به انگلستان
پس از مرگ پدرش در فوریه ۱۸۹۰، استور ثروتی را به ارث برد که او را به ثروتمندترین مرد آمریکا تبدیل کرد. در آن سال او شروع به ساخت هتل مجلل والدورف در محل اقامت قبلی خود کرد. این هتل با ۱۳ منزل، عمارت مجاور که متعلق به عمه‌اش، کارولین «لینا» شرمرهورن استور بود را تحت‌الشعاع قرار داد. لینا به شدت از وجود این ساختمان تجاری در همسایگی خود انتقاد کرد. نهایتاً در سال ۱۸۹۷، پسرش، جان جاکوب استور چهارم، او را متقاعد کرد که از آنجا کوچ کند و سپس عمارت خودشان را با هتل استوریا که به عنوان بخش الحاقی والدورف اداره می‌شد، جایگزین کرد. این مجموعه به هتل والدورف-استوریا تبدیل شد.
در این میان، جنجال به دشمنی تبدیل شد. عمه لینا همچنین اصرار داشت که او، نه همسر ویلیام که مری نام داشت، خانم استور در جامعه نیویورک است. زمانی که همسر برادر بزرگ شوهرش، شارلوت استور، زنده بود، این عنوان متعلق به او بود.
بنابراین استور به همراه همسر و فرزندانش به انگلستان نقل مکان کرد. او تا سال ۱۸۹۳ خانه لنزدان را در لندن کرایه کرد. استور در همان سال یک ملک روستایی به نام کلاودن در تاپلو، باکینگهامشر، از دوکِ وست مینستر خریداری کرد. در سال ۱۸۹۹، ویلیام والدورف استور تابعیت بریتانیا را گرفت و همین امر او را از تاریخ آمریکا دورتر ساخت.
در تابستان ۱۸۹۲ استور برای ناپدید شدن از دید عموم، به دروغ از طریق کارکنانش به خبرنگاران آمریکایی اطلاع داد که ظاهراً بر اثر ذات الریه فوت کرده‌است. با این حال مدتی بعد این دروغ برملا شد و در نتیجه استور مورد تمسخر مطبوعات قرار گرفت.
استور در سال ۱۸۹۵ یک عمارت به سبک معماری گوتیک در ویکتوریا امبانکمنت لندن در «تو تمپل پِلِیس»، مشرف بر رودخانه تیمز ساخت. او معمار جان لافبرو پیرسون را مأمور ساخت تا یک ساختمان ۱٫۵ میلیون دلاری، یک «دژ مستحکم تودور» به عنوان دفتری برای مدیریت دارایی‌های گسترده خود بسازد.
استور در زمان زندگی در لندن چندین ملک تجاری را خریداری نمود. در سال ۱۸۹۲، او روزنامه «پال مال گَزت» را خریداری نمود و در سال ۱۸۹۳ «پال مال مگزین» را تأسیس کرد. استور در سال ۱۹۱۱ امتیاز «دِ آبزروِر» که یک روزنامه ملی بود را خریداری نمود. در سال ۱۹۱۲ او «مگزین» را فروخت و در سال ۱۹۱۴ «گزت» و «دِ آبزروِر» را با ساختمانی در خیابان نیوتن و متعلقات آن، به عنوان تحفه به پسرش والدورف استور داد.
استور در سال ۱۹۰۳ املاک قلعه هیور را در نزدیکی ادنبریج، کنت، در حدود ۳۰ مایلی جنوب لندن خریداری کرد. این ملک با مساحت بیش از ۳۵۰۰ هکتار در مرکز خود قلعه‌ای داشت که در سال ۱۲۷۰ ساخته شده بود و «آن بولین» در کودکی در آنجا زندگی کرده بود. استور زمان و پول زیادی را صرف بازسازی قلعه که به نام «روستای تودور» شناخته می‌شود، کرد و در آن دریاچه و باغ‌های مجلل احداث نمود. او بعدتر «باغ ایتالیایی» (از جمله فرنری) را برای نمایش مجموعه مجسمه‌ها و زیور آلات خود اضافه نمود.
استور در سال ۱۹۰۶ به پسر بزرگش، والدورف استور و عروس جدیدش، نانسی ویچر لانگهورن، املاک کلایودن و همچنین الماس سانسی را به عنوان تحفه عروسی پیشکش کرد. نانسی استور (تخلصی که بعد از عروسی انتخاب کرد) اولین نماینده زن در پارلمان بریتانیا شد.
استور در سال ۱۹۰۸، با تکیه بر موفقیت خود در اداره هتل والدورف-استوریا در نیویورک، هتل والدورف در «وست اِند» لندن را تأسیس نمود.

## بشردوستی و مقام اشرافی
استور در سال ۱۸۹۹ تابع بریتانیا شد و همانند پدرش به فعالیت‌های خیرخواهانه خود ادامه داد. از جمله موسسات خیریه‌ای که او از آنها حمایت کرد، عبارت بودند از بیمارستان کودکان بیمار، خیابان بزرگ اورموند (که در سال ۱۹۰۳ به آن ۲۵۰۰۰۰ دلار اهدا کرد). دانشگاه کالج لندن (اهدا ۲۰۰۰۰ پوند در سال ۱۹۰۲ به‌خاطر کسب کرسی استادی). صندوق تحقیقات سرطان؛ دانشگاه آکسفورد؛ دانشگاه کمبریج؛ انجمن ملی پیشگیری از ظلم به کودکان؛ جامعه صلیب سرخ بریتانیا؛ کالج یادبود گوردون، خارطوم؛ انجمن خانواده عساکر و ملوانان؛ و بنای یادبود زنان ملکه ویکتوریا.